# ناواهو ماونتین میشن (آریزونا)
ناواهو ماونتین میشن (به انگلیسی: Navajo Mountain Mission) یک منطقهٔ مسکونی در ایالات متحده آمریکا است که در آریزونا واقع شده‌است. ناواهو ماونتین میشن ۱٬۸۶۳ متر بالاتر از سطح دریا واقع شده‌است.